# VT-31
Escadron d'entraînement 31
Le Training Squadron 31 (TRARON THIRTY ONE ou VT-31) est un escadron d'entraînement avancé du Naval Air Training Command de l'US Navy. Créé en 1960, il est basé actuellement à la Naval Air Station Corpus Christi, au Texas. Il est l'un des quatre escadrons du Training Air Wing Four (TRAWING FOUR).

## Mission

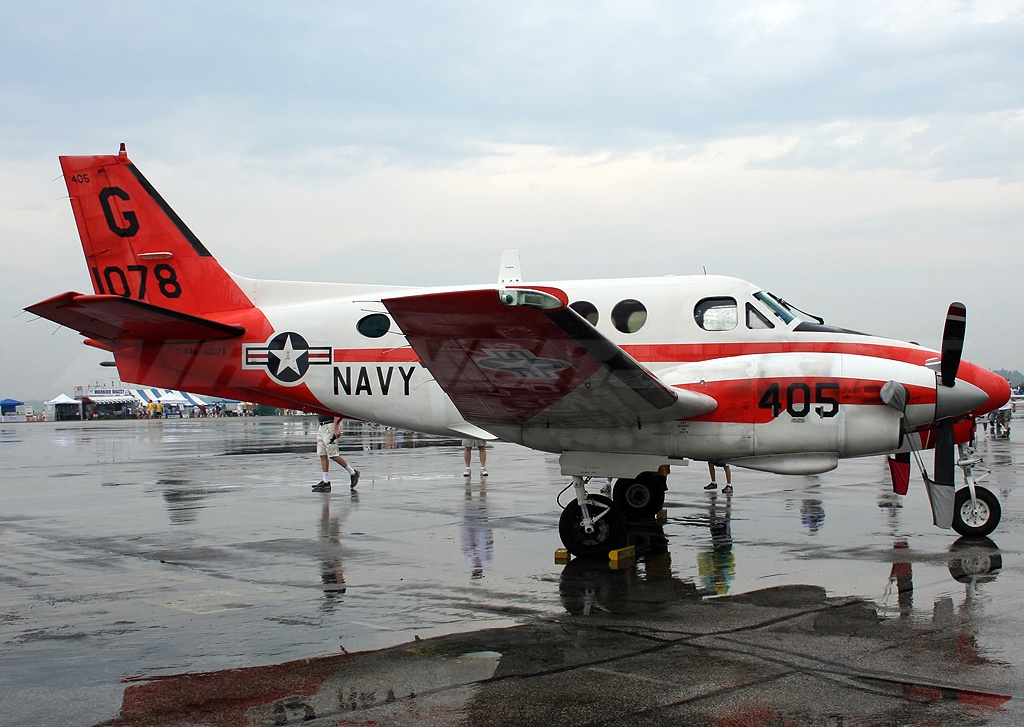
T-44C Pegasus du VT-31

Le VT-31 utilise une flotte de 54 avions T-44C "Pegasus" pour accomplir sa mission de formation des meilleurs aviateurs militaires au monde. Au cours d'une année moyenne, le VT-31 forme plus de 250 étudiants aviateurs et accumule plus de 27.000 heures de vol. 
En 2010, le VT-31 a célébré son 50e anniversaire de formation au pilotage. En 2012, l'US Air Force s'est séparé du VT-31 et s'entraîne désormais uniquement dans ses installations.

## Historique
Le VT-31 a été initialement créé en tant qu' Advanced Training Unit 601 (ATU-601) au NAS Corpus Christi, a piloté l'avion multimoteur Beechcraft SNB en tant qu'entraîneur aux instruments et à la navigation. Mis en service sous le nom de VT-31 le 1er mai 1960, les SNB vieillissants ont été remplacés par le Lockheed P-2 Neptune et, en janvier 1961, le VT-31 a aussi reçu son premier P5M Marlin pour le programme de formation avancée.

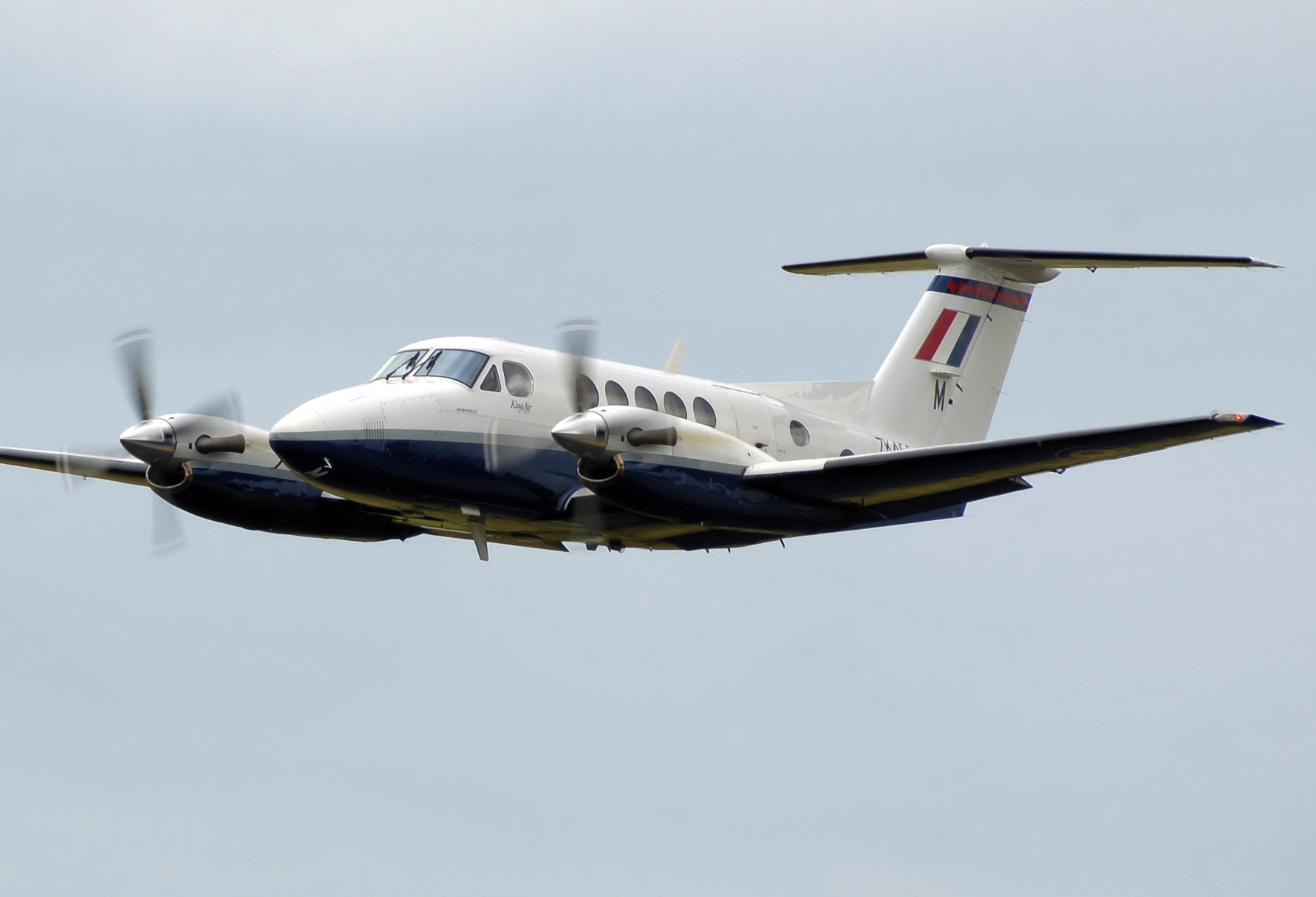
Beechkreft King Air de l'US Air Force

En 1963, le VT-31 est passé au TS-2A Traker dans toutes les facettes de la formation multimoteur avancée, y compris les qualifications de transporteur. La transition du VT-31 vers le Beechcraft T-44A s'est effectuée de 1977 à 1979. Le T-44A est la version militaire du populaire Beechcraft King Air 90 et est équipé d'une gamme complète d'équipements avioniques pour les conditions aux instruments, y compris un radar météorologique et RNAV. 
En 1996, le rôle de formation du VT-31 s'est ouvert à tous les étudiants de l'US Air Force pour le C-130 Hercules.
Le T-44A n'étant plus en production, la Marine a choisi le polyvalent UC-12B Huron pour prendre en charge la formation. En octobre 1999, le VT-35 est devenu l'escadron jumeau du VT-31 et a assumé la responsabilité d'environ un tiers des aviateurs multimoteurs tandis que le VT-31 a continué à former les aviateurs restants dans le T-44A.